# Speelgoedmuseum ‘Op Stelten’

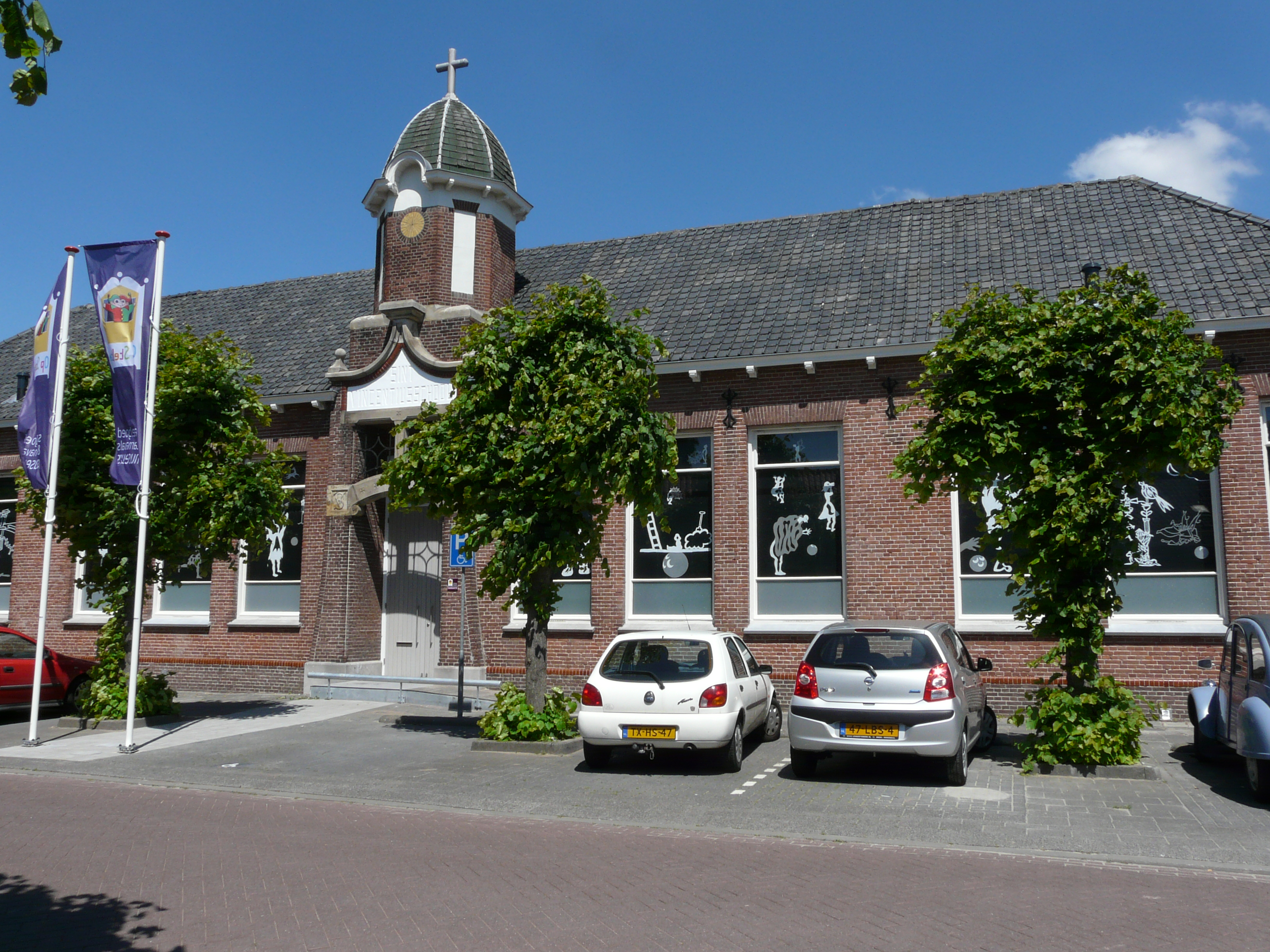
Speelgoedmuseum 'Op Stelten'

Het Speelgoedmuseum 'Op Stelten', ook wel Speelgoedmuseum Oosterhout genoemd, is een museum aan Zandheuvel 51 in Oosterhout.
Het museum is ontstaan uit een particuliere verzameling. Na vertrek van de Zusters Franciscanessen in 1982 werd het gevestigd in het Sint-Antoniusklooster. Na 2008 verhuisde het naar de huidige locatie: de oude basisschool De Touwbaan, eerder De Zandheuvel geheten.
Naast de oorspronkelijke verzameling van het Speelgoedmuseum 'Op Stelten' is in het museum sinds 2008 ook de verzameling van het voormalige Poppen- en Speelgoedmuseum van Tilburg.
Het museum bevat een verzameling speelgoed, zoals poppen, poppenhuizen, spelletjes, stokpaarden, meccanodozen, speelgoedautootjes en dergelijke. Er is ook een verzameling optisch speelgoed, waaronder toverlantaarns.